# The Gaylads
The Gaylads furono un gruppo reggae formato nel 1963 a Kingston.

## Storia
Il trio vocale dei Gaylads venne formato nel 1963 dai cantanti nativi di Kingston Harris "B.B." Seaton e Winston Delano Stewart, che in precedenza avevano pubblicato come duo, sotto il nome di Winston & Bibby, del materiale per il produttore Coxsone Dodd, tra cui "Joybells", "I'll Be There" e "Lover Man". Con l'aggiunta del cantante locale Maurice Roberts, i Gaylads tornarono agli Studio One di Coxone Dodd per incidere le loro prime hit, tra cui figuravano "Whap Whap", "There'll Come a Day" e "What Is Wrong with Me". Quando Seaton iniziò a lavorare con un altro gruppi di Kingston,  the Astronauts, l'attività dei Gaylads subì un periodo di stallo, ma nel 1966, proprio con l'esplosione del nuovo rocksteady, la band tornò al successo con i singoli "Lady with the Red Dress", "Stop Making Love" e "Don't Say No"; il trio iniziò anche a partecipare ad altre sessioni di Dodd, e tra i vari artisti per i quali fecero da coristi figuravano anche Slim Smith e Ken Boothe (per cui Seaton compose il classico "The Girl I Left Behind"). Le tendenze cambiarono, e dallo ska si passò al più lento rocksteady, stile a cui anche i Gaylads si adattarono inevitabilmente. Il loro sound, caratterizzato da armonie più sofisticate, poteva essere notato in alcune hit del 1967 come "Love Me with All Your Heart", "How Can I Go On" e "I Am Free" (tutte tracce che in seguito vennero incluse nel loro LP di debutto, The Soul Beat). Dopo aver completato l'LP successivo, Sunshine Is Golden, i Gaylads interruppero il rapporto con Dodd, finendo sotto la gestione di Sonia Pottinger per il brano "It's Hard to Confess". La qualità del materiale del gruppo pubblicato con la Pottinger rimase buona anche nelle sessioni a seguire, con pezzi come "A.B.C. Rocksteady" e "Over the Rainbow's End", che rimasero tra i migliori brani del gruppo. Tuttavia, nel 1968 Stewart abbandonò il trio per dedicarsi alla carriera solista; Seaton e Roberts continuarono come duo, collaborando con diversi produttori durante il 1969 (tra cui Lee "Scratch" Perry, con cui ottennero un certo successo con "Room for Rent" e "I Wear My Slanders"). Alla fine del decennio i Gaylads iniziarono a collaborare con il produttore Leslie Kong, con cui immediatamente incisero la hit "There's a Fire". A completare la formazione furono gli ex Paragons Howard Barrett e Ricky Grant. Con Kong, il gruppo raggiunse uno dei periodi di maggior successo, registrando diverse cover come "It's All in the Game" di Tommy Edwards o "Young, Gifted and Black" di Nina Simone; la cover di James Taylor "Fire and Rain" diede invece il nome al loro terzo LP. Nel 1971 esordirono con le hit "My Jamaican Girl" e "People Crying", ma quell'agosto Kong morì a causa di un attacco cardiaco; i Gaylads continuarono la carriera con il produttore Rupie Edwards con cui pubblicarono il singolo, "Can't Hide the Feeling". Da questo periodo, Seaton iniziò a far parte del gruppo the Conscious Minds assieme a Ken Boothe; con Lloyd Charmers e Pete Weston, egli fondò anche le etichette discografiche the Splash e Soul Beat. Ognuno di questi progetti portò Seaton ad allontanarsi dai the Gaylads, e dopo aver registrato alcuni pezzi come "The Guy Next Door", "You Can't Get Away" e "Seven in One", Seaton annunciò la sua dipartita.
Roberts, l'unico membro originale rimasto, selezionò i fratelli Randell e Hopeton Thaxter per portare avanti il progetto the Gaylads; la nuova formazione non riuscì più ad ottenere il successo dei tempi d'oro. Comunque, dopo aver realizzato un nuovo album dal titolo di Love and Understanding come the Gaylads, Roberts decise di accantonare definitivamente il nome dei Gaylads per cambiare nome in the Psalms, divenendo coristi per Bunny Wailer. I fondatori Seaton e Stewart si riunirono per la prima volta dopo due decenni nel 1991 per un'apparizione ad un evento organizzato dalla Studio One, e due anni dopo Roberts li raggiunse per un'altra apparizione alla Rocksteady Reunion a Kingston. Seaton, che aveva iniziato la carriera solista nel 1973 con l'album Thin Line Between Love and Hate e raggiunse un certo successo negli anni successivi, in seguito si ricollocò a Londra per far rinascere la sua etichetta Soul Beat.

## Formazione

### Ultima
- Winston Delano Stewart
- Harris "B.B." Seaton
- Maurice Roberts

### Ex componenti
- Howard Barrett
- Ricky Grant
- Randell Thaxter
- Hopeton Thaxter

## Discografia

### In studio
- 196? The Soul Beat
- 196? Sunshine Is Golden
- 1970 Fire & Rain
- 1979 Understanding
- 1984 Cornell Campbell Meets The Gaylads